# アメージング・レース ASIA
アメージング・レース ASIA（アメージング・レース アジア、The Amazing Race Asia）は、AXNで放送されるアメージング・レースのアジア版。

## 番組概要
2005年10月、AXNイーストアジアはアメージング・レースのアジア版の制作権をCBSから獲得した。番組はオーストラリアのプロダクションであるアクティブTVと、ブエナ・ビスタ・インターナショナルテレビジョン・アジアパシフィックとの共同制作である。司会はシンガポール出身の中国系アメリカ人俳優であるアラン・ウーが務める。
優勝ペアへの賞金は10万ドルであり、アメリカ版アメージング・レースの優勝賞金100万ドルとは大きな開きがある。このことについて、リッキー・オウ（AXNを経営するSPEネットワークアジアのゼネラルマネージャー）は「金銭ではなく冒険と機会こそが、この世界最高のリアリティ番組に存在する」と述べた。
ルールや参加資格の多くはアメリカ版と共通している。参加者は2人1組10チームで行われ、アジア出身者、およびアジアに長期間暮らしている非アジア人で、以前から何らかの関係を持つ2人組である必要がある。21歳以上、国際免許証とパスポートを持ち、英語を話せることが条件になる。出身は一ヶ国でなくても構わない。参加国は中東・オーストラリア・ニュージーランドを除くアジア各国である。なお日本はシーズン1では除外されていたが、日本でも放送開始されたシーズン2からは参加できるようになり、シーズン2では日本チームも参加している。
シーズン1は放送に先駆け、2006年7月8日からプロモーションツアーを開始し、11月9日に放送開始。10チームが参加した。
日本ではAXNにて2008年1月より、第2シーズンが放送された。

## ルールと用語
前述のようにルールや用語はアメリカ版と共通している。ここでは主にアメリカ版とアジア版の違いについて記述する。基本的なルールはアメージング・レースを参照。

### タスク
ディツアー（分かれ道）
アメリカ版と特に違いはなし。
ロードブロック
シーズン1からアメリカ版のシーズン6から採用された回数制限（両方のメンバーは6回までしか担当できない）が設けられている。
ファストフォワード（近道権）
シーズン1ではレースを通して2回、シーズン2以降はレースを通して1回の配置となっている。

### イールド（足止め権）、Uターン
イールドはシーズン1から登場、Uターンはシーズン3から登場。アメリカ版ではシーズン12でUターンが導入されてからイールドは登場しなくなったが、アジア版ではUターン登場後もイールドは採用されている。チームはレースを通してイールドとUターンはそれぞれ1回ずつ使用可能。

### ノンエリミネーションレッグ
シーズン1のノンエリミネーションレッグ最下位のペナルティは「所持金の没収と次回のレッグの資金の剥奪」。シーズン2からシーズン3は「所持金の没収と次回のレッグの資金の剥奪」と「次レッグで1位でチェックインできなければピットストップ到着時に30分のペナルティ」を併用。シーズン4からは「次レッグで1位でチェックインできなければピットストップ到着時に30分のペナルティ」のみとなった。アジア版ではシーズン3を除き第1レッグはノンエリミネーションレッグが配置されている。アメリカ版で登場したスピードバンプはシーズン4放送終了現在採用されていない。

### ペナルティ
- 公共道路における速度違反を行った場合、法定速度からオーバーした速度（km/h）に走行時間（分）を掛けた時間がペナルティとして適用される。アメリカ版でのペナルティは30分。
- ヒッチハイクを行った場合、1時間。アメリカ版ではヒッチハイクによるペナルティが適用された例がないためペナルティの時間は不明。アメリカ版の過去のシリーズでピットストップの1つ前のクルーボックスからピットストップまでヒッチハイクで移動したチームがいたが、そのときはクルーボックスまで戻り正規の方法でピットストップへ向かいなおすように指示された。

## 訪れた国・地域の一覧

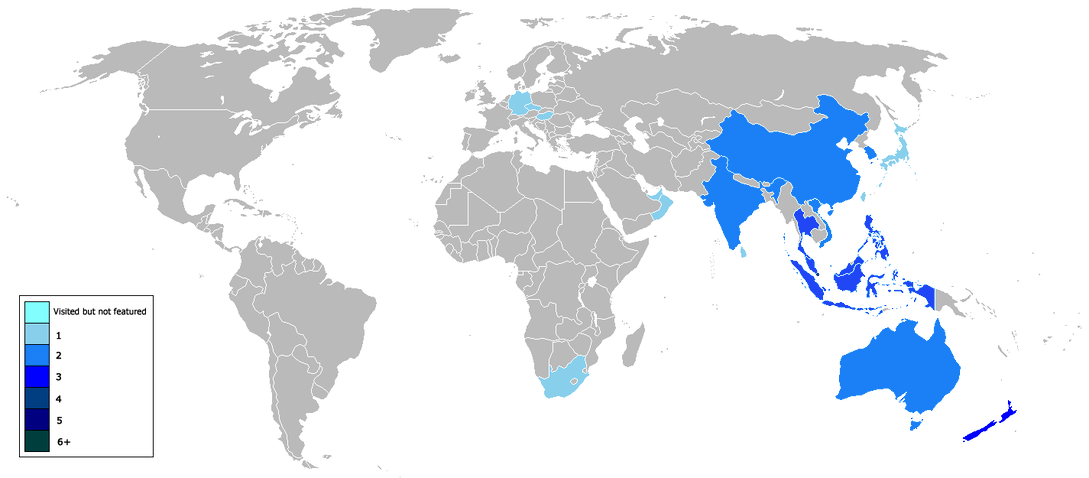
アメージング・レース・アジアの訪れた国・地域

| 洲         | 国 |
| ---------- | --- |
| 北アメリカ | なし |
| 南アメリカ | なし |
| ヨーロッパ | チェコ共和国、ドイツ、ハンガリー |
| アフリカ   | 南アフリカ共和国 |
| アジア     | 中華人民共和国（香港、澳門含む）、インド、インドネシア、日本、マレーシア、オマーン、フィリピン、シンガポール、スリランカ、大韓民国、台湾、タイ、アラブ首長国連邦、ベトナム |
| オセアニア | オーストラリア、ニュージーランド |

※順はen:The Amazing Race Asiaによる。

※太字はアメリカバージョンが訪れていない国・地域。また、チェコ共和国はアメリカバージョンよりも先に訪れている。

## その他
アメリカ版のシーズン16のシンガポールレッグでは、ホストのアラン・ウーがクルーを渡す役としてゲスト出演した。

## 各シーズンの詳細
- アメージング・レース・アジア1
- アメージング・レース・アジア2
- アメージング・レース・アジア3
- アメージング・レース・アジア4